# Georges Truffaut

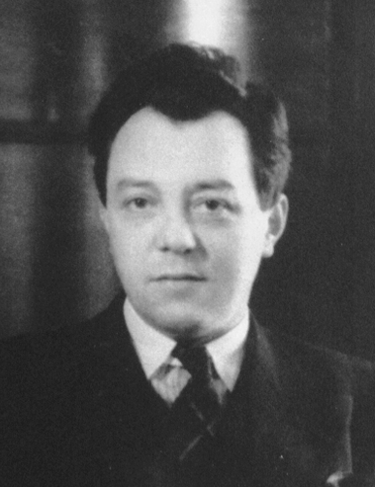
Georges Truffaut

Georges Joseph Truffaut (Luik, 22 december 1901 - Hereford, Verenigd Koninkrijk, 3 april 1942) was een Belgisch volksvertegenwoordiger.

## Levensloop
Truffaut was journalist binnen de socialistische zuil en was redactiesecretaris van de Luikse socialistische krant La Wallonie. In 1932 werd hij voor de BWP gemeenteraadslid van Luik en in 1935 schepen van openbare werken, wat hij bleef tot aan zijn dood in 1942. Hij werd ook secretaris van de Union socialiste communale de Liège en voorzitter van de Syndicat des employés. Hij bouwde het monument Tchantchès en modernistische openbare gebouwen. Hij stichtte de Autonome Haven van Luik en richtte een instituut op voor de promotie van Groot-Luik.
In november 1934 volgde hij Isidore Delvigne op als lid van de Kamer van volksvertegenwoordigers voor het arrondissement Luik en vervulde dit mandaat tot aan zijn dood. In 1938 diende hij het eerste voorstel in voor het organiseren van een federale staat, dat echter niet in overweging werd genomen.
Hij was een van de medestichters en een belangrijk figuur binnen de Ligue d'Action wallonne en schreef talrijke artikels in het gelijknamige tijdschrift. Hij toonde zich een groot voorstander van onderhandelingen met de Vlaamse federalisten en stond niet vijandig tegenover de annexatie van Wallonië bij Frankrijk. Ook hekelde hij de onafhankelijkheidspolitiek van de Belgische regering.
Truffaut was aanwezig op de bijeenkomst van de parlementsleden in Limoges, in juni 1940. Hij keerde niet naar België terug, maar vertrok naar Engeland. Hij was er betrokken bij het organiseren van de eerste Belgische troepen in Engeland en schreef een uitgebreide nota over de politieke spanningen die zich bij die gelegenheid voordeden. Voor de oorlog was hij reserveofficier in het Belgisch leger en in Londen werd hij commandant van de derde compagnie van het eerste bataljon van het Belgisch Leger. Hij overleed in 1942 aan de gevolgen van een ongeval bij het oefenen van granaatwerpen.

## Publicaties
- La question des nationalités en Belgique. Le point de vue d'un socialiste wallon, Luik, 1931.
- Outrage au Roi, ou une tempête dans la mare, Luik, 1936.
- Le pacte belgo-allemand du 13 octobre 1937, Luik, 1937.
- L'état fédéral en Belgique, Luik, 1938.